# Naoki Hiraoka
Naoki Hiraoka (平岡 直起 Hiraoka Naoki?), född 24 maj 1973 i Osaka prefektur, är en japansk före detta fotbollsspelare.
Hiraoka började sin karriär 1992 i Gamba Osaka. 2000 flyttade han till Nagoya Grampus Eight. Efter Nagoya Grampus Eight spelade han för Shimizu S-Pulse och FC Gifu. Han avslutade karriären 2007.